# Comité d'étude et d'information sur les drogues
Le Comité d'Étude et d'Information sur les Drogues ou CEID est une association loi de 1901 française, établie à Bordeaux (France) et fondée en 1972. 
Elle a pour but la prise en charge des usagers de drogues et la prévention de la toxicomanie dans son département. Elle est financée par la Direction Générale de la Santé.
Elle comprend :
- un Centre Spécialisé de Soins aux Toxicomanes
- un centre de consultation d'addictologie
- un centre spécialisé de soins en addictologie
- un centre Planterose (structure de Réduction des risques)
- un programme d'échange de seringues (PES) : mis en place par l'intermédiaire d'un bus
- un service d'appartements thérapeutiques relais
- une communauté thérapeutique (structure résidentielle)

Cette association appartient au réseau d'observateurs constitué par le dispositif Trend (Tendances récentes et nouvelles drogues). Elle appartient aussi au Réseau de Familles Relais (RFR) pour les patients sida et /ou hépatite C.